# Tworyczów

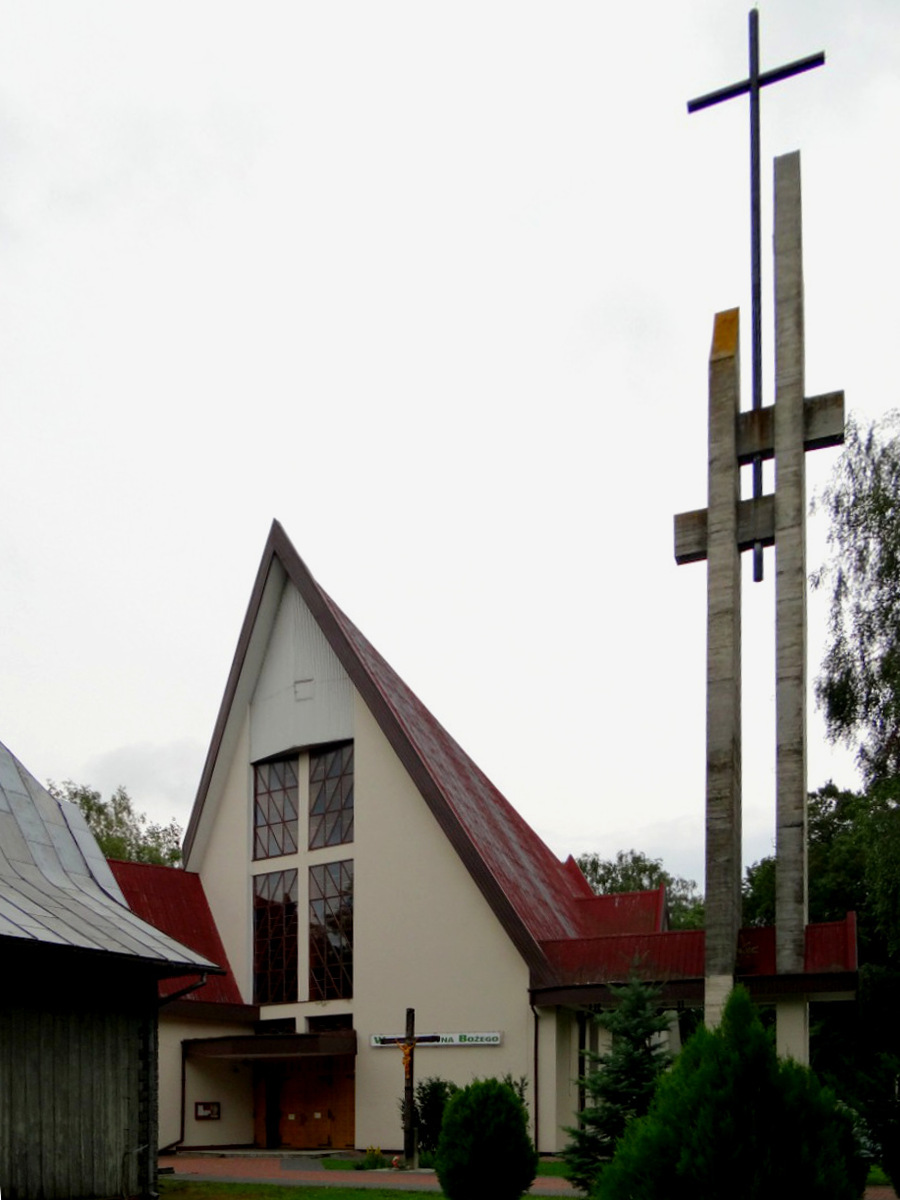
Nowy kościół

Tworyczów – wieś w Polsce położona w województwie lubelskim, w powiecie zamojskim, w gminie Sułów.
Za Królestwa Polskiego istniała gmina Tworyczów.
W latach 1954–1959 wieś należała i była siedzibą władz gromady Tworyczów, po jej zniesieniu w gromadzie Sułów. W latach 1975–1998 miejscowość administracyjnie należała do województwa zamojskiego.
Wieś jest sołectwem w gminie Sułów. Według Narodowego Spisu Powszechnego z roku 2011 wieś liczyła 578 mieszkańców.
Wieś jest siedzibą rzymskokatolickiej parafii św. Apostołów Piotra i Pawła.

## Części wsi
| SIMC    | Nazwa           | Rodzaj    |
| ------- | --------------- | --------- |
| 0899940 | Kolonia Dworska | część wsi |
| 0899957 | Starowieś       | część wsi |

## Zabytki
Według rejestru zabytków NID na listę zabytków wpisane są:
- kościół par. pw. śś. Piotra i Pawła, drewn., 1932, nr rej.: A/393 z 31.03.1987
- dzwonnica, drewn., 1949, nr rej.: jw.